# Liješnica
Liješnica är en ort i Bosnien och Hercegovina.   Den ligger i entiteten Federationen Bosnien och Hercegovina, i den centrala delen av landet, 80 km norr om huvudstaden Sarajevo. Liješnica ligger 281 meter över havet och antalet invånare är 3 559.
Terrängen runt Liješnica är lite kuperad.Närmaste större samhälle är Zavidovići, 8,0 km sydost om Liješnica. 
I omgivningarna runt Liješnica växer i huvudsak lövfällande lövskog. Runt Liješnica är det ganska tätbefolkat, med 93 invånare per kvadratkilometer.